# Екатерина Жилева
Екатерина Иванова Жилева е българска учителка и революционерка, деятелка на Вътрешната македоно-одринска революционна организация.

## Биография
Екатерина Жилева е родена през 1894 година в голямото българско сярско село Горно Броди в семейството на революционера Иван Жилев, екзекутиран от османските власти в 1907 година. Завършва българската девическа гимназия в Солун с XXI випуск в 1912 година. Става учителка в Горно Броди. Същевременно се занимава с революционна дейност, влиза във ВМОРО и е куриерка на организацията в Сярско. След като Горно Броди попада в Гърция след Междусъюзническата война, става учителка в село Моноспитово, Струмишко.
Умира в София в 1987 година. Погребана в Централните софийски гробища.